# Miles Anderson
Miles Anderson (Rhodesia Meridionale, 23 ottobre 1947) è un attore britannico.

## Biografia
Anderson frequentò la Prince Edward School di Salisbury (l'odierna Harare). Il padre era a capo dell'esercito della Rhodesia e la madre Daphne scriveva le memorie della sua difficile infanzia in Africa. Membro del RADA, ha un figlio di nome Joe, anch'egli attore.

## Filmografia parziale

### Cinema
- I 39 scalini (The Thirty-Nine Steps), regia di Don Sharp (1978)
- Grido di libertà (Cry Freedom), regia di Richard Attenborough (1987)
- Sulle orme del vento (A Far Off Place), regia di Mikael Salomon (1993)
- Il re è vivo (The King Is Alive), regia di Kristian Levring (2000)
- The Shepherd - Pattuglia di confine (The Shepherd: Border Patrol), regia di Isaac Florentine (2008)
- Ninja, regia di Isaac Florentine (2009)
- La La Land, regia di Damien Chazelle (2016)
- The Wind, regia di Emma Tammi (2018)
- Macbeth (The Tragedy of Macbeth), regia di Joel Coen (2021)

### Televisione
- L'Odissea (The Odyssey) – miniserie TV, 2 puntate (1997)
- L'ispettore Barnaby (Midsomer Murders) – serie TV, episodi 1x05-9x08 (1998-2006)
- Criminal Minds - serie TV, episodio 4x24 (2009)
- NCIS: Los Angeles - serie TV, episodio 11x06 (2019)
- Hunters - serie TV, episodio 2x01 (2023)
- NCIS: Origins – serie TV, episodio 1x04 (2024)
- Il tempo della nostra vita (Days of Our Lives) -  soap opera (2025)

### Doppiaggio
- Indiana Jones e l'antico cerchio (Indiana Jones and the Great Circle) - videogioco, voce del professor Aldrich Savage (2024)

## Doppiatori italiani
Nelle versioni in italiano delle opere in cui ha recitato, Miles Anderson è stato doppiato da:
- Sandro Iovino in Sulle orme del vento, The Shepherd - Pattuglia di confine
- Carlo Valli in La La Land, Machbeth
- Paolo Buglioni in Grido di libertà
- Renato Izzo ne L'Odissea
- Antonio Palumbo in Criminal Minds
- Silvio Anselmo in NCIS: Los Angeles
- Carlo Reali in Hunters
- Oliviero Dinelli in NCIS: Origins

Da doppiatore, è stato sostituito da:
- Aldo Stella in Indiana Jones e l'antico cerchio